# ХРТ 4
ХРТ 4 (на хърватски: HRT 4, Hrvatska radio televizija 4) е телевизионен канал в Хърватия, четвърта програма на общественото Хърватско радио и телевизия. Излъчва новинарски програми. Стартира на 24 декември 2012 г.

## История
През 2007 г. Хърватското радио и телевизия заявява че планира създаването на новинарски канал на име HRT News или HTV News, който е планувано да стартира на 1 януари 2008 г. Името HRT 4 също е било обсъдено, но не се стига до официално решение. През май 2008 г. ХРТ обявява че до 2013 г. ще създаде нови канали. Планът е предвиждал HRT Plus да замени HRT 3, а HRT 4 да бъде новинарски канал. Също така са планирани музикален канал, документален канал и един за деца.
През ноември 2010 г. Хърватското радио и телевизия обявява, че HRT 3 и HRT 4 ще започнат да функционират след 1 януари 2011 г., поради промени в хърватското законодателство след спирането на аналоговите наземни сигнали. Съществувало е вариант HRT 4 да се превърне в образователен и развлекателен канал, вместо формата на новинарски канал, предлаган от 2008 г. насам, както и да излъчва на живо заседания на Хърватския парламент.
На 17 ноември 2012 г. Хърватското радио и телевизия обявява че стартира канала от средата на декември. На 21 декември започват тестови излъчвания по сателит, докато редовните излъчвания започват на 24 декември. От 20 май 2013 г. каналът започва да излъчва безплатно от сателит. През септември 2015 г. HRT 4 започна да криптира определени програми (чуждестранно съдържание), които могат да се излъчват законно само в Хърватия поради лицензионни ограничения. Каналът започва да използва системата Viaccess за част от програмата, същата система, която се използва за криптиране на програмите на други канали на ХРТ поради същата причина.

## Логотипи
- Лого на „ХРТ 4“ от 2012 до 2015 г.[10]